# 佐洛奇夫卡 (羅夫諾州)
50°31′1″N 25°12′56″E / 50.51694°N 25.21556°E
佐洛奇夫卡（烏克蘭語：Золочівка），是烏克蘭西北部的村莊，隸屬里夫內州杜布諾區博雷梅利市镇。該村始建於1545年，面積13.6平方公里，海拔高度211米，2015年人口384，人口密度每平方公里32人。